# Glavatičevo
Glavatičevo je naseljeno mjesto u općini Konjic, Federacija Bosne i Hercegovine, BiH.

## Povijest
U srednjem vijeku nalazio se na prostoru srednjovjekovne humske Komske župe koja je pripadala Sankovićima. Kroz Glavatičevo teče Neretva, a na pored rijeke je uzvisina Kom (819 mnv), na kojoj je bio srednjovjekovni grad Kom koji je bio središte te župe. Ime Glavatičeva dovodi se u svezu s opskrbom ribom. Prema jednoj legendi, dobilo je ime po ribi glavatici, koje i onda i danas ima u izobilju u Neretvi. Pavao Anđelić u Spomenici Konjica i okoline iznosi da je selo dobilo ime u 14. ili 15. toljeću. Tvrdi da je naziv dobilo po osobnom imenu Glavat, Glavatec. U vrelima se spominje 16. rujna 1330. neki Budislav Glavatec "iz Nevesinja" koji je na taj dan u Dubrovniku kupio neke stvari za suprugu velikaša Poznana Purčića (među prvima stao uz bosanskog bana kad je došao u Hum, skupa s Nikolićima iz Popovog polja - potomcima humskog kneza Miroslava odnosno Andrije Humskog). Anđelić zaključuje da su Glavateci bili vlastelinski rod nižeg ranga, koji su u neko vrijeme imali svoje posjede u predjelu dabašnjeg Glavatičeva i tako je posjed prozvan po vlasniku Glavatecu.
Dionica starog puta od Zaborana do Glavatičeva zove se Vlaški put, što znači da je ovuda bila trasa periodičnih kretanja polunomadskih stočara, uglavnom Vlaha.
U prvim turskim vrelima spominje se Glavatičevo pod imenom Podkom, kao sjedište upravne nahije Kom. Komska župa je postala nahija i pripala je blagajskom kadiluku, kako bilježi popis bosanskog sandžaka 1469. godine. Stanovništvo se otad islamizira. Zbog važnosti u Glavatičevu je 1612. podignut kameni most, sličan onom u Konjicu, a graditelj je hadži Bali iz Mostara. Građen je kada je popravljan Karađozbegov most u Konjicu. S obje strane mosta bili su izrađeni hanovi u kojima su noćevali putnici za Sarajevo, Bjelimiće, Konjic ili Nevesinje. Glavatičevu je 1658. godine već postojala džamija. Muslimansko stanovništvo snažno se oduprijelo austro-ugarskim snagama 1878. godine. Borbe su se nakon Vrapča vodile na desnoj obali Neretve. Džamija u selu je nekoliko puta popravljana i proširivana. Za ustanka protiv Austro-Ugarske 1882. godine zapaljena je zajedno s drvenim minaretom. Poslije je ponovno podignuta džamija, a minaret je napravljen zidanjem. Godine 1967. Kade i Emine Kašić te ostalih mještana podignut veći minaret od sedre. Pred rat u BiH uređeno je dvorište i mekteb s abdesthanom. U ratu je nekoliko puta pogađana, pri čemu je minaret bio srušen pri vrhu. Džamija je poslije tenkovskim projektilom. Ulaskom snaga VRS ostatci džamije su minirani. Rujna 1995. selo je oslobođeno. Poslije rata na mjestu stare saudijskim donacijama podignuta je nova džamija.

## Stanovništvo

### Popisi 1971. – 1991.
| Glavatičevo        |              |              |              |
| godina popisa      | 1991.        | 1981.        | 1971.        |
| Muslimani          | 383 (70,01%) | 379 (70,05%) | 422 (70,56%) |
| Hrvati             | 76 (13,89%)  | 75 (13,86%)  | 55 (9,19%)   |
| Srbi               | 70 (12,79%)  | 83 (15,34%)  | 111 (18,56%) |
| Jugoslaveni        | 12 (2,19%)   | 4 (0,73%)    | 2 (0,33%)    |
| ostali i nepoznato | 6 (1,09%)    | 0            | 8 (1,33%)    |
| ukupno             | 547          | 541          | 598          |

### Popis 2013.
| Glavatičevo        |              |
| godina popisa      | 2013.        |
| Bošnjaci           | 178 (93,68%) |
| Hrvati             | 6 (3,16%)    |
| Srbi               | 0            |
| ostali i nepoznato | 6 (3,16%)    |
| ukupno             | 190          |

## Poznate osobe
- Petar Vrankić, hrv. svećenik i povjesničar

## Vanjske poveznice
- Satelitska snimka  Arhivirana inačica izvorne stranice od 18. veljače 2021. (Wayback Machine)